# Wiaczesław Gridniew
Wiaczesław Wasiljewicz Gridniew (ros. Вячеслав Васильевич Гриднев, ur. 27 września?/9 października 1898 we wsi Gridźkowo w obwodzie moskiewskim, zm. 5 stycznia 1991) – funkcjonariusz radzieckich służb specjalnych, generał major.

## Życiorys
Uczył się w wiejskiej szkole podstawowej, później pracował jako pomocnik elektromontera, w styczniu 1917 został wcielony do rosyjskiej armii, służył w kompanii batalionu elektrotechnicznego, który w 1918 przeszedł na stronę czerwonych. W grudniu 1918 został członkiem RKP(b), walczył w wojnie domowej służąc w radiostacji polowej sztabu Frontu Wschodniego i jako komisarz radiostacji pociągu łączności Sztabu Polowego Rewolucyjnych Sił Zbrojnych Rosji. Od września 1921 był funkcjonariuszem Moskiewskiej Czeki jako pełnomocnik sekcji tajno-operacyjnej, w latach 1923-1924 uczył się w Wyższej Szkole Pogranicznej OGPU, później służył w Wojskach Pogranicznych OGPU, m.in. przy granicy irańskiej i mongolskiej, był również delegowany służbowo do Mongolii. W sierpniu 1939 został szefem wydziału Głównego Zarządu Ochrony Pogranicznej NKWD ZSRR w stopniu majora, po agresji ZSRR na Polskę skierowano go jako szefa grupy operacyjnej NKWD Białoruskiej SRR do tzw. Zachodniej Białorusi; 18 września 1939 w Nieświeżu aresztował księcia Leona Radziwiłła; przyczynił się również do ujęcia przez NKWD innych polskich działaczy. Następnie objął stanowisko szefa Miejskiego Oddziału NKWD w Wołkowysku, od marca 1940 do lipca 1941 był szefem Oddziału 5 Wydziału 1 Zarządu Operacyjno-Wywiadowczego Głównego Zarządu Ochrony Pogranicznej NKWD ZSRR, od lipca do października 1941 był szefem sztabu Wojsk Grupy Specjalnej przy Ludowym Komisarzu Spraw Wewnętrznych NKWD ZSRR, a w październiku-listopadzie 1941 szefem sztabu Samodzielnej Brygady Specjalnego Przeznaczenia NKWD ZSRR. Od listopada 1941 do sierpnia 1942 dowodził 1 pułkiem tej brygady, a od 13 sierpnia 1942 do października 1943 całą brygadą, w październiku-listopadzie 1943 był dowódcą Samodzielnego Oddziału Specjalnego Przeznaczenia NKGB ZSRR, a od listopada 1943 do stycznia 1949 doradcą NKWD/MWD ZSRR przy MSW Mongolii, od 17 listopada 1944 w stopniu generała majora. Następnie do lutego 1950 kierował jednym z wydziałów Komitetu Informacji przy MSZ ZSRR, w lutym-marcu 1950 był p.o. naczelnika, a od 8 marca 1950 do listopada 1951 naczelnikiem Wyższej Szkoły Wywiadowczej Komitetu Informacji przy MSZ ZSRR, a od listopada 1951 do 16 maja 1960 naczelnikiem Szkoły nr 101 MGB ZSRR/MWD ZSRR/KGB ZSRR, 29 sierpnia 1960 zakończył służbę.

## Odznaczenia
- Order Lenina
- Order Rewolucji Październikowej
- Order Czerwonego Sztandaru (trzykrotnie)
- Order Wojny Ojczyźnianej I klasy (dwukrotnie)

Oraz 3 ordery mongolskie i wiele medali ZSRR.